# Ifri Gazouz
Ifri Gazouz, anciennement Ifri Soda, est une gamme de sodas produits par le Groupe Ifri.

## Historique
La production de limonades débute en 1986. Dix ans plus tard, la petite entreprise familiale, qui possède alors une petite usine, est agrandie et devient le groupe Ifri, qui se lance dans la vente d'eau minérale.
En 2016, les sodas d'Ifri contiennent désormais des arômes naturels, à la pomme verte, aux fruits rouges, à l'orange, aux agrumes, au citron, à la pomme, et mojito. Une variante bitter existe aussi, ainsi qu'un cola dénommé Ifri Cola.
À partir de 2019, les sodas d'Ifri sont distribués en Europe par le biais de sa filiale, Ifri European Partner, qui propose une gamme adaptée aux spécificités et réglementations du marché français. La distribution a précédemment débuté par concerner les boucheries halal et commerces de proximité.
En juin 2025, des lots de canette saveurs framboise et fraise et produites en France, sont rappelées en France et remboursées.